# West Bishop
West Bishop es un lugar designado por el censo ubicado en el condado de Inyo en el estado estadounidense de California. En el año 2000 tenía una población de 2,807 habitantes y una densidad poblacional de 123.7 personas por km².

## Geografía
West Bishop se encuentra ubicado en las coordenadas 37°21′N 118°27′O / 37.350, -118.450. Según la Oficina del Censo, la ciudad tiene un área total de 22,7 km² (8,8 mi²), de la cual 22,7 km² (8,8 mi²) es tierra y 0 km² (0 mi²) (0%) es agua.

## Demografía
Según la Oficina del Censo en 2000 los ingresos medios por hogar en la localidad eran de $57,163, y los ingresos medios por familia eran $63,446. Los hombres tenían unos ingresos medios de $51,429 frente a los $28,077 para las mujeres. La renta per cápita para la localidad era de $27,386. Alrededor del 6.2% de la población estaban por debajo del umbral de pobreza.